# Valerij Georgijevics Gazzajev
Valerij Georgijevics Gazzajev (oroszul: Валерий Георгиевич Газзаев; oszétul: Гæззаты Георгийы фырт Валери, Gæzzaty Georgijy fyrt Valeri; Vlagyikavkaz, 1954. augusztus 7. –) szovjet válogatott orosz labdarúgó, edző.

## Pályafutása

### Klubcsapatban
Gazzajev 1954. augusztus 7-én született a szovjet Ordzonikidze (ma Vlagyikavkaz) városában. Pályafutását is szülővárosának csapatában, a Szpartak Ordzonikidzében kezdte a szovjet másodosztályban. 1974-ben az  SZKA Rosztov-Donhoz igazolt, amellyel feljutott az élvonalba, miután második helyen fejezték be a bajnoki szezont. Ennek ellenére, a kevés játéklehetőség miatt Gazzajev visszatért nevelőklubjához.
Pályafutása későbbi szakaszában pályára léphetett az első osztályban is, megfordult többek közt a Lokomotyiv Moszkva, a Gyinamo Moszkva és a Gyinamo Tbiliszi csapataiban is. 1984-ben a Gyinamo Tbiliszivel kupagyőzelmet ünnepelhetett. Játékosként 283 tétmérkőzésen 89 gólt ért el klubcsapataiban, a Kupagyőztesek Európa-kupája 1984–1985-ös szezonjának öt találattal holtversenyben ő lett a gólkirálya.

### A válogatottban
A szovjet válogatott színeiben részt vett az 1980-as moszkvai olimpián, ahol bronzérmet szerzett.

### Edzőként
Visszavonulása után edzői pályáját is nevelőklubjánál kezdte, 1995-ben pedig elhódította az orosz bajnoki címet az Alanyijával, miután 1991 és 1993 között rövid kitérőt tett a Dinamo Moszkvánál.
Legnagyobb sikereit a CSZKA Moszkvával érte el. A 2004-05-ös idény végén megnyerte csapatával a második számú klubtrófeát, az UEFA-kupát és három-három alkalommal nyert bajnoki címet és országos kupát. 2008. december 5-én távozott a CSZKA éléről. Gazzajev lett az első edző a Szovjetunió felbomlását követően aki orosz klubcsapattal európai trófeát nyert.
2009. május 26-án kinevezték az ukrán Dinamo Kijev vezetőedzőjének, de nem töltötte ki hároméves szerződését, és csupán egy szuperkupa győzelmet szerzett az ott töltött egy év alatt.
2011-ben visszatért a Vlagyikavkazhoz, amelynek előbb elnöke, majd 2012 és 2013 között vezérigazgatója is volt.

## Politika
A 2016-os oroszországi parlamenti választások óta a Állami Duma, az Oroszországi Föderáció Szövetségi Gyűlésének (parlamentjének) alsóházának tagja.

## Családja
Unokatestvére Jurij Gazzajev és édesapja, Vlagyimir Gazzajev szintén labdarúgó edzők.

## Sikerei, díjai
A Barátságért érdemrend és a Becsületrend kitüntetettje.

### Játékosként
Szovjetunió
- Olimpiai játékok
  - bronzérmes: 1980, Moszkva

SZKA Rosztov-Don
- Szovjet másodosztály 2. hely: 1974[10]

Gyinamo Moszkva
- Szovjet bajnok: 1976
- Szovjet kupagyőztes: 1977, 1984
- Szovjet szuperkupa-győztes: 1977

### Edzőként
Alanyija Vlagyikavkaz
- Orosz bajnok: 1995

CSZKA Moszkva
- UEFA-kupa: 2004–05
- Orosz bajnok: 2003, 2005, 2006
- Orosz kupagyőztes: 2002, 2005, 2006
- Orosz szuperkupa-győztes: 2004, 2006, 2007
- Az év klubedzője az UEFA szavazásán: 2004–05

Dinamo Kijev
- Ukrán szuperkupa-győztes: 2009